# Xylotrechus albonotatus
Xylotrechus albonotatus es una especie de escarabajo longicornio del género Xylotrechus. Fue descrita científicamente por Casey en 1912.
Se distribuye por México y los Estados Unidos. Mide 10-20 milímetros de longitud. El período de vuelo ocurre en los meses de junio, julio y agosto.